# Paloma
Paloma is een Frans historisch merk van bromfietsen, autocycles en lichte motorfietsen.
De bedrijfsnaam was Ets, Michel Humblot, later SARL Paloma-Humblot, S.A. Paloma-Humblot en S.N.E. Paloma. Het bedrijf was gevestigd in Saint-Ouen, (Seine).
De firma Humblot produceerde vanaf 1953 ook voor die tijd tamelijk conservatieve bromfietsjes (in Frankrijk: Cyclomoteurs), die bij de jeugd weinig enthousiasme opriepen. In 1954 werd het bedrijf ook importeur van Puch, maar ook dat merk sloeg niet erg aan. Daarop ging men een samenwerking aan met het merk Narcisse, dat ook in Saint-Ouen gevestigd was. Inbouwmotorfabrikant Lavalette was nauw verbonden met de nu ontstane S.A. Paloma-Humblot. Het had als motorleverancier groot belang bij het wel en wee van het bedrijf en zorgde voor een flinke kapitaalinjectie. Daardoor ontstond in 1958 een nieuw bedrijf, waaraan in 1959 ook het merk Europ werd toegevoegd. Paloma en Lavalette waren in die tijd zelfs op hetzelfde adres gevestigd. Lavalette was dus huisleverancier van Paloma en had zich "ingekocht" in het bedrijf van Humblot.
Grootschalige fusies waren het Franse (en Britse) antwoord op de toenemende populariteit van kleine auto's en de dientengevolge teruglopende verkoop van brom- en motorfietsen. Naast de samenvoeging en zeer nauwe samenwerking tussen Paloma-Humblot, Lavalette, Europ en Narcisse gingen ook de merken Monet-Goyon en Cazenave samen. Cazenave zou uiteindelijk de producent van de Paloma bromfietsen worden.
Rond 1958 werd de Paloma Sport Miglia gebouwd. Dit was weliswaar een sportief model, maar ook een plaatbrommer met een versnellingsloze snaarmotor, die de jeugd niet erg aansprak. In 1959 ging Paloma het modellenaanbod moderniseren, naar voorbeeld van de Italiaanse sportbromfietsen, die tot dat jaar niet in Frankrijk geïmporteerd mochten worden, maar vanaf 1959 wél. De nieuwe Paloma's, met als eerste model de Sport Trophy, kregen een nieuw Lavalette blokje, de GML50 motor met twee versnellingen en een kickstarter. Hierin was technologie van het merk Alter verwerkt. Dat was alweer een bedrijf waarmee Lavalette samenwerkte. De Sport Trohpy was iets vlotter gelijnd, maar nog niet vergelijkbaar met de Italiaanse concurrentie. De Super Strada verkocht een stuk beter. Die kreeg dan ook vanaf 1960 een drieversnellingsmotor met geforceerde luchtkoeling, waar weliswaar "Lavalette" op stond, maar die in feite van Franco Morini kwam. Hij was voorzien van een sportstuurtje, een klein stuurkuipje en een slank zadel met een sportief "kontje". Dit model, waarvan behalve het motorblok ook de tank en het zitje uit Italië kwamen, sloeg direct aan en bleef jarenlang in productie, met kleine modelwijzigingen waaruit de modellen Vesuvio, (Super Strada) Flash, Mini Flash en Flash 300 voortkwamen.
In 1960 bracht Lavalette de productie van de Paloma bromfietsen over naar het pand van Cazenave. Na Monet-Goyon werd ook VAP aan dit bedrijf toegevoegd. VAP maakte zelf ook sportbromfietsen, maar gebruikte daar Sachs motoren voor. Cazenave bracht vanaf dat moment identieke modellen uit als Paloma, maar nu met Sachs krachtbronnen.
In 1964 nam de Franse ster Johnny Halliday samen met Sylvie Vartan de film "D'où viens-tu, Johnny" op. Paloma kreeg hier lucht van en bood zes Super Strada Flash bromfietsen aan, die - hoewel het script er met geen woord over repte - toch een rol in de film kregen. Paloma bracht direct een nieuw model uit, de "Special Johnny". Vreemd genoeg was dit niet de Super Strada Flash waarmee volop geadverteerd werd (mét Johnny Halliday in het zadel), maar een nieuw model, dat meer volgens de Duitse "Mokick" lijnen was gemaakt, met dikke spatborden, kleine wielen en dikke banden.
Halverwege de jaren zestig werden de automatische bromfietsen juist populair, waardoor de markt voor schakelbromfietsen instortte. De naam Paloma als fabrikant verdween al snel, maar de merknaam werd door Cazenave als eigenaar hiervan nog wel gebruikt; begin jaren zeventig werden bromfietsen met de merknamen Cazenave, Paloma en VAP aangeboden, met modellenseries waarvan de eerste letter het aantal versnellingen aangaf: 310, 410 en 510. Ze werden al niet meer in Frankrijk geproduceerd, maar in Italië, of ten minste uit Italiaanse componenten samengesteld. Waarschijnlijk verdween de naam Paloma rond 1973 voorgoed, het laatste model was de Total Bol d'Or, die door Cazenave uit Italiaanse onderdelen was gebouwd. De motor was van Franco Morini, de lijnen leken erg op die van de Gilera 50.
Paloma heeft korte tijd ook nog 123cc-modellen gemaakt, aanvankelijk met René Gillet tweetaktmotoren, later met blokken van Lavalette.